# Вере (город)

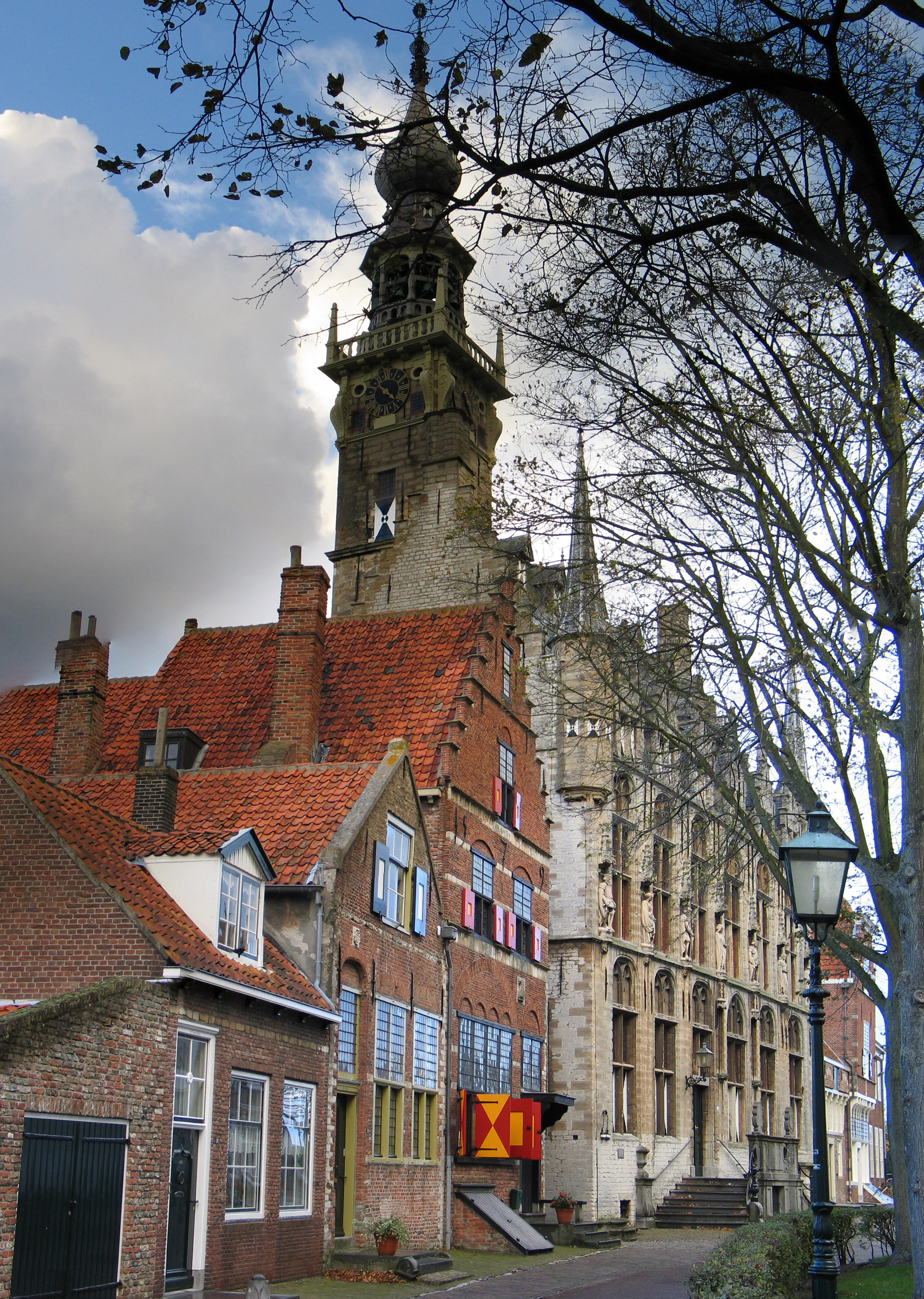
Старинная ратуша в Вере.

Ве́ре (нидерл. Veere) — город на крайнем юго-западе Нидерландов, в провинции Зеландия, на северо-востоке полуострова Валхерен (до 1961 года это был остров), северо-восточнее административного центра Зеландии, Мидделбурга. Центр общины Вере. Вере лежит на берегу озера Версе-Мер, напротив острова Норд-Бевеланд. Общине Вере принадлежит большая часть острова Валхерен, в том числе 34 километра его береговой линии (преимущественно песчаные пляжи и дюны), а также искусственный остров Нелтье-Янс, образованный при строительстве гигантского моста Остерсхелдекеринг.
Община Вере состоит из объединившихся в 1997 году самостоятельных общин Вере, Домбург, Мариекерке, Валкениссе и Весткапелле. Ратуша общины находится в Домбурге.

## История
В Средневековье Вере был процветающим торговым портом, ведшим интенсивную торговлю шерстью и полотном с Англией и Шотландией. В 1444 году феодальный сеньор Вере, Вольферт VI ван Борселе женился на Марии, дочери короля Шотландии Якова I Стюарта. В 1561 году в гавани был создан квартал так называемых «шотландских домов» — построенные в стиле Ренессанса здания колонии купцов из Шотландии, сохранившиеся до наших дней. В 1572 году жители Вере приняли участие в восстании населения Нидерландов против испанских властей герцога де Альба; в дальнейшем Вере был активным сторонником Нидерландской революции; возглавившие её принцы Оранские использовали порт Вере как свою военно-морскую базу.
Во время наполеоновских войн введённая французами континентальная блокада лишила жителей Вере возможности торговать с Англией, сделав их порт преимущественно рыболовным. В 1809 году английская эскадра подошла к городу и обстреляла его, разрушив местный собор. В 1811 году французы конфисковали здание собора и переделали его в военный госпиталь.

## Достопримечательности и туризм
В настоящее время основным источником доходов житетей Вере является обслуживание туристов (до 4 миллионов ночёвок в местных отелях и кемпингах в год).
В Вере сохранились дома-фахверки на Рыночной площади, церковь Пресвятой Богородицы (Onze Lieve Vrouwekerk) (1479, хор 1332 года), ратуша (1474—1517), сторожевая башня XVI века. Заслуживает внимания музей «Шотландских домов».

## Известные персоналии
В 1520 году в Вере жил Альбрехт Дюрер, оставивший хвалебные записи об этом городе. В нём также написал многие свои полотна Пит Мондриан. В Вере родился 5-кратный чемпион мира по велосипедному спорту Габи Миннебо.